# Departamentos dos Camarões

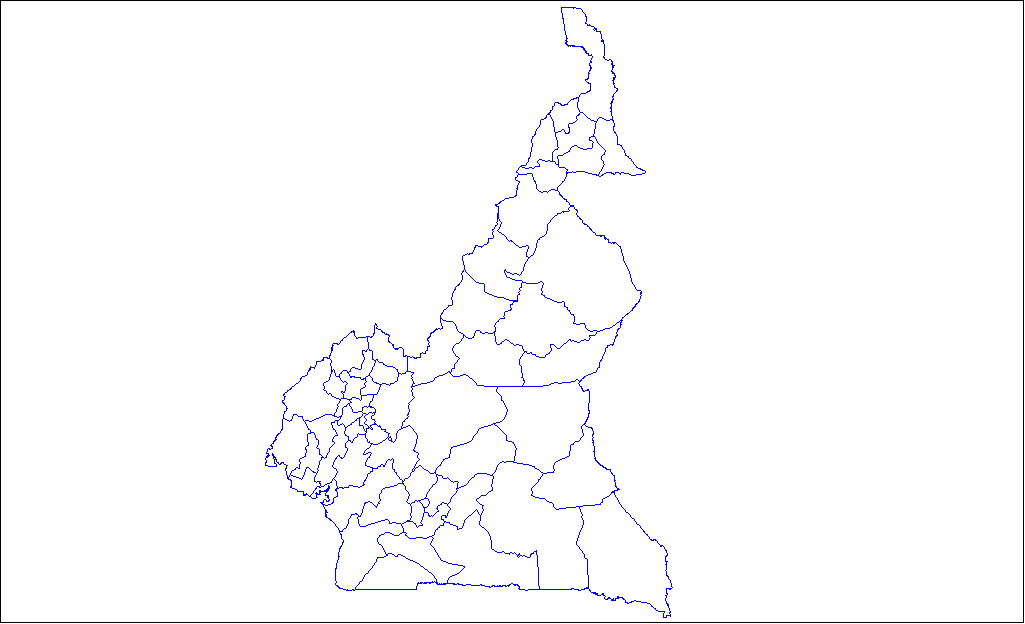
Departamentos dos Camarões.

As Regiões dos Camarões são divididas em 58 divisões ou departamentos. As divisões são ainda subdivididas em subdivisões (arrondissements) e distritos. As divisões estão listadas abaixo, por Regiões.

## Região Adamawa

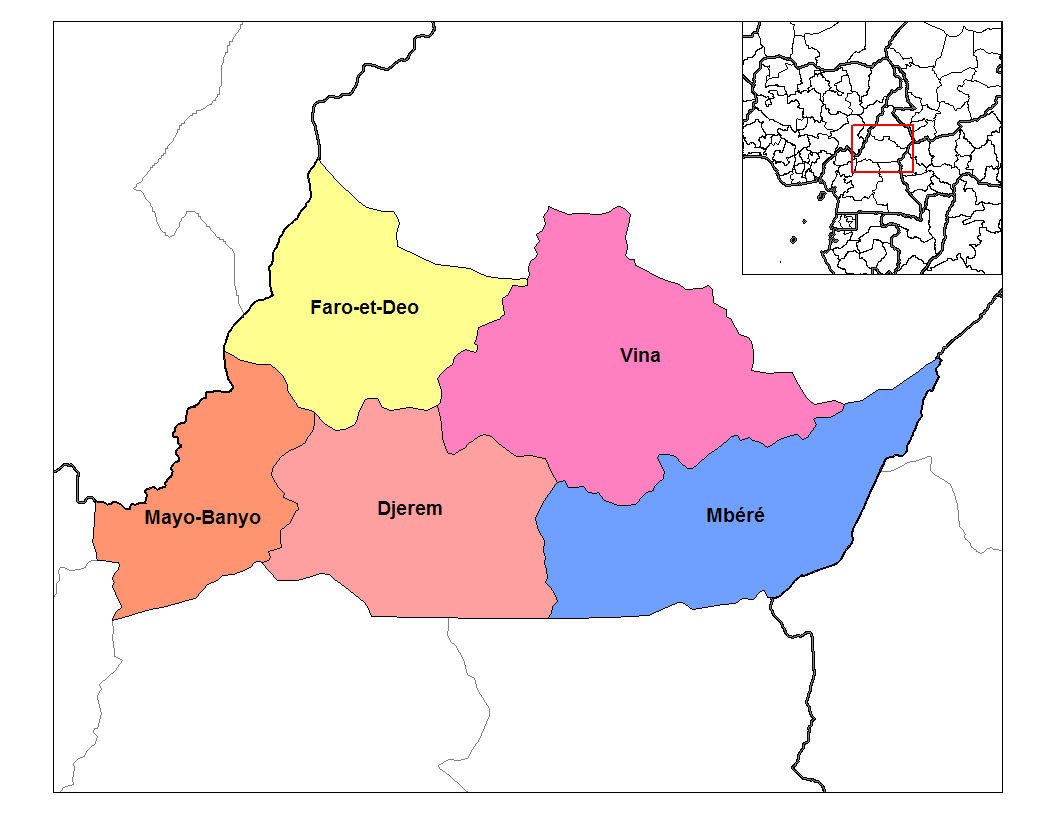
Divisões de Adamawa.

A província Adamawa de Camarões contém 5 divisões:
- Djérem
- Faro-et-Déo
- Mayo-Banyo
- Mbere
- Vina

## Região Centre

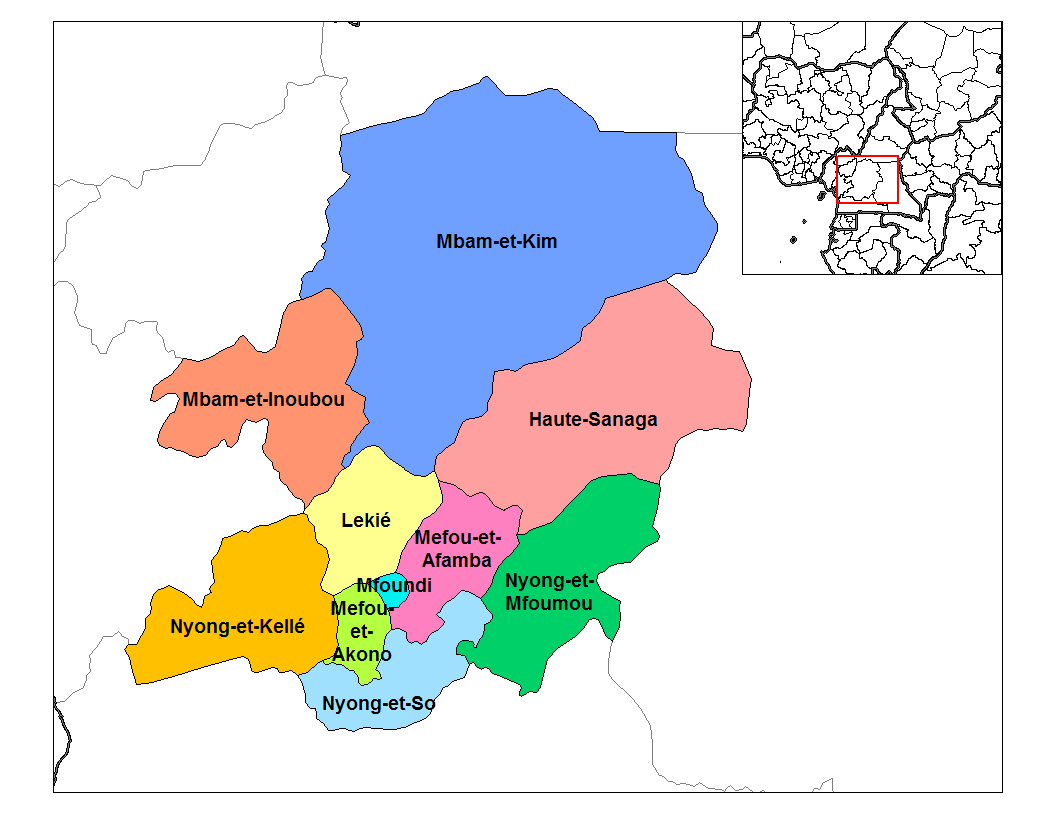
Divisões de Centre.

A província Centre de Camarões contém 10 divisões:
- Haute-Sanaga
- Lekié
- Mbam-et-Inoubou
- Mbam-et-Kim
- Mefou-et-Afamba
- Mefou-et-Akono
- Mfoundi
- Nyong-Et-Kellé
- Nyong-Et-Mfoumou
- Nyong-Et-So

## Região East

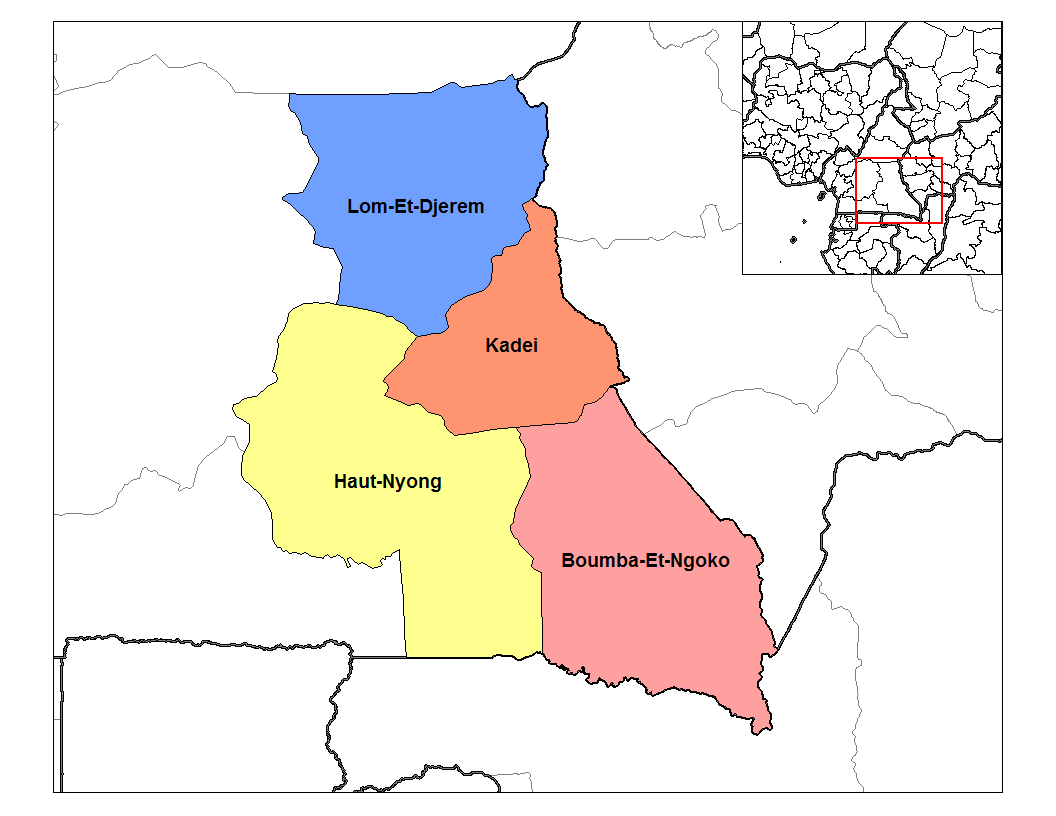
Divisões de East dos Camarões.

A província East de Camarões contém 4 divisões:
- Boumba-Et-Ngoko
- Haut-Nyong
- Kadei
- Lom-Et-Djerem

## Região Extrême-Nord

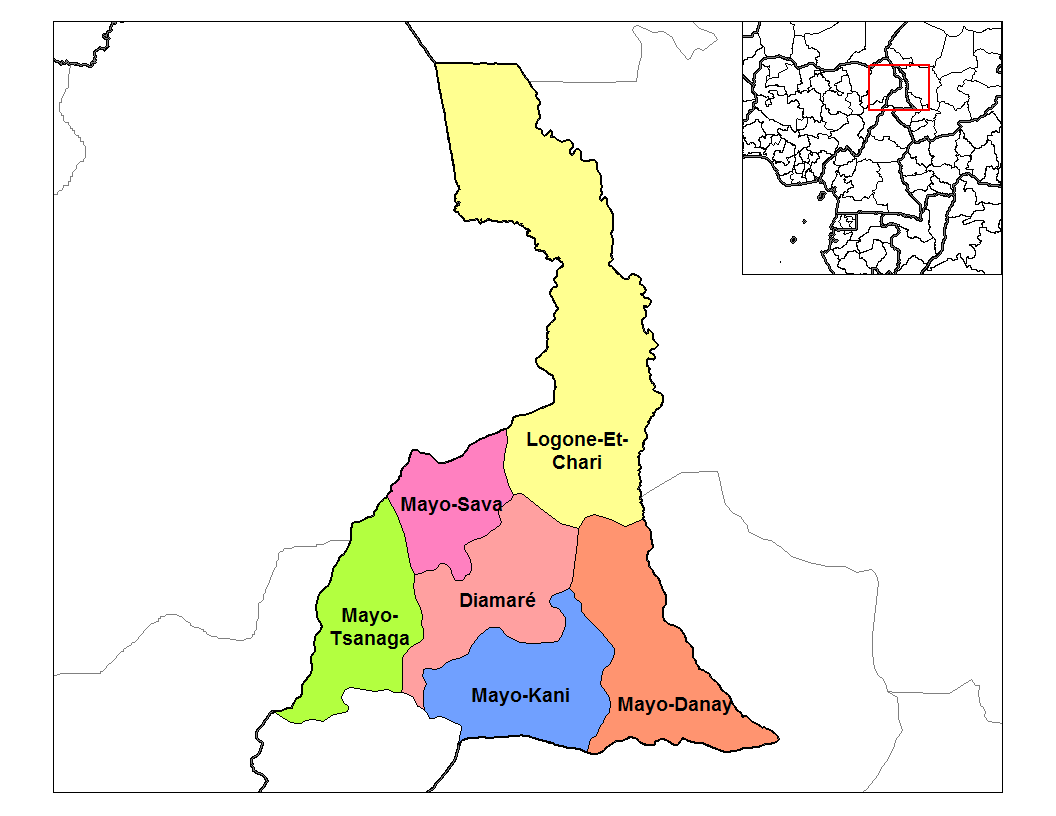
Divisões de Extrême-Nord dos Camarões.

A Província Extrême-Nord de Camarões contém 6 divisões:
- Diamaré
- Logone-Et-Chari
- Mayo-Danay
- Mayo-Kani
- Mayo-Sava
- Mayo-Tsanaga

## Região Littoral

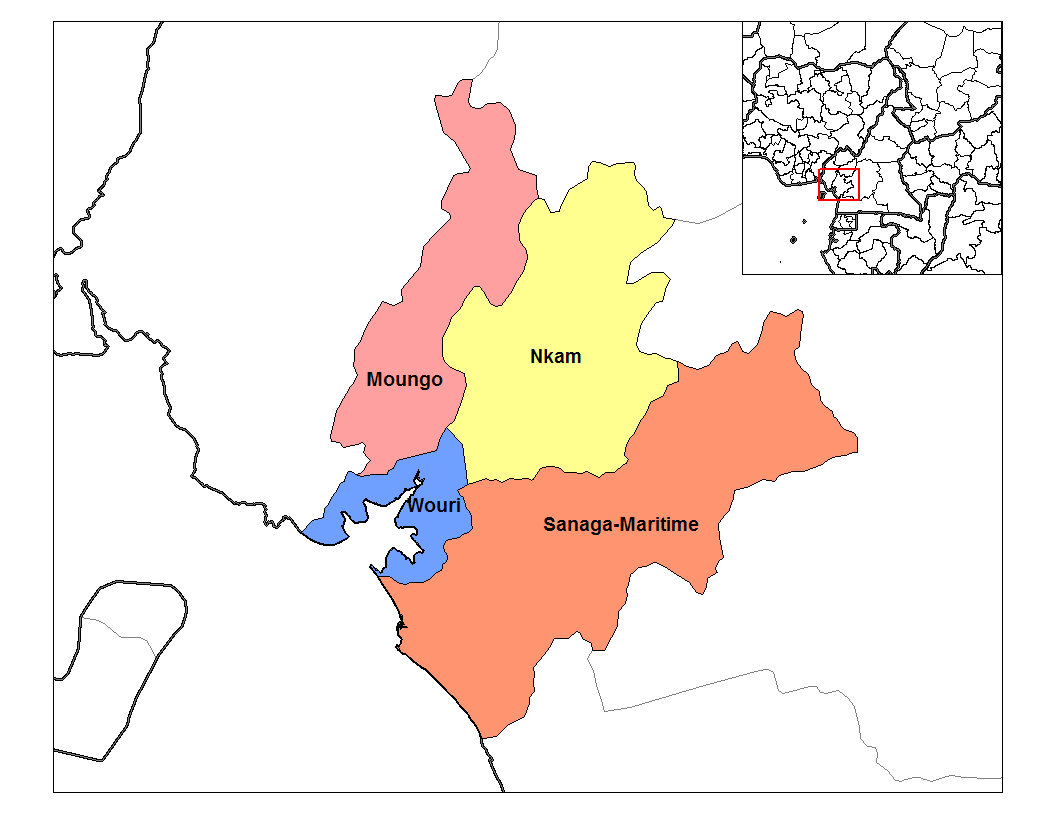
Divisões de Littoral.

A província Littoral de Camarões contém 4 divisões:
- Moungo
- Nkam
- Sanaga-Maritime
- Wouri

## Região Nord

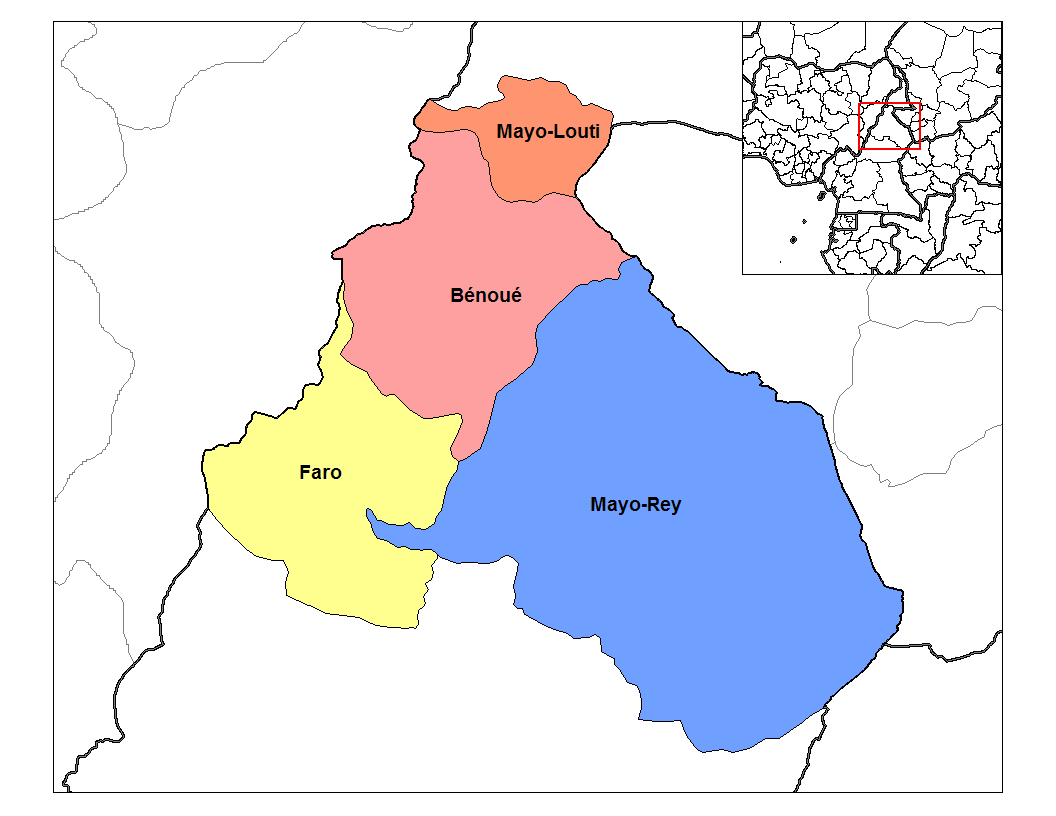
Divisões do Norte dos Camarões.

A Província Nord de Camarões contém 4 divisões:
- Bénoué
- Faro
- Mayo-Louti
- Mayo-Rey

## Região Noroeste

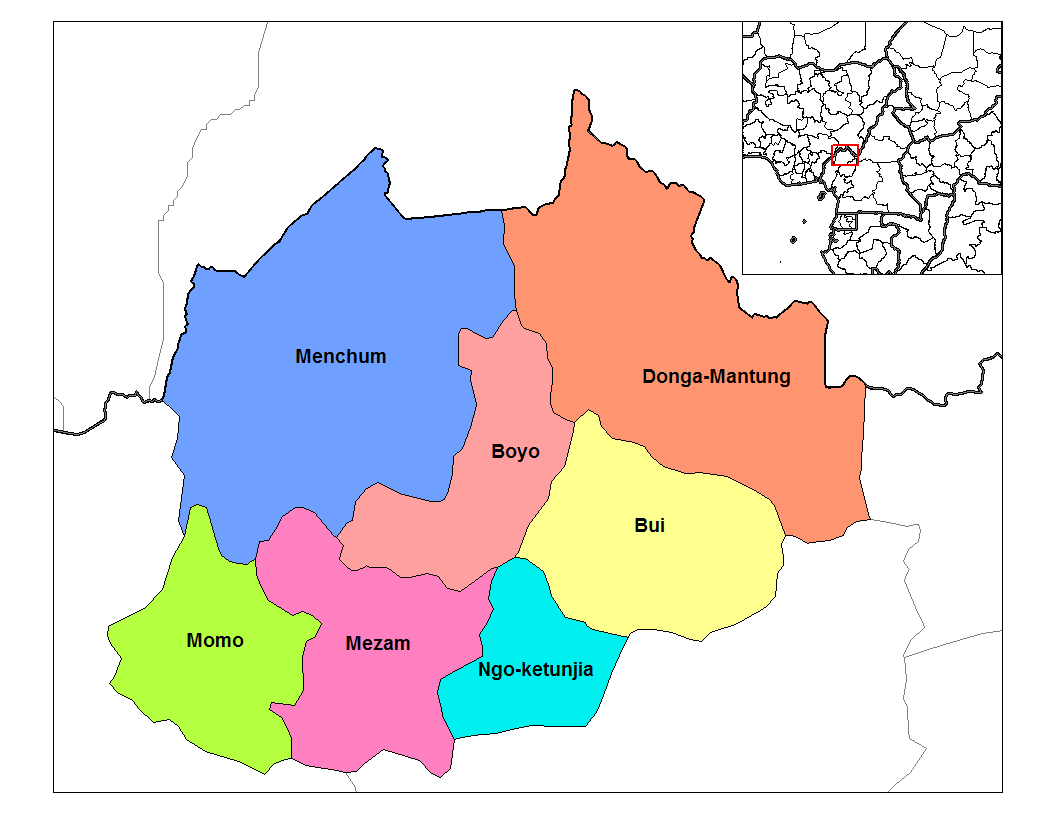
Divisõess do Noroeste dos Camarões.

A província Noroeste de Camarões contém 7 divisões:
- Boyo
- Bui
- Donga-Mantung
- Menchum
- Mezam
- Momo
- Ngo-ketunjia

## Região Sul (Sud)

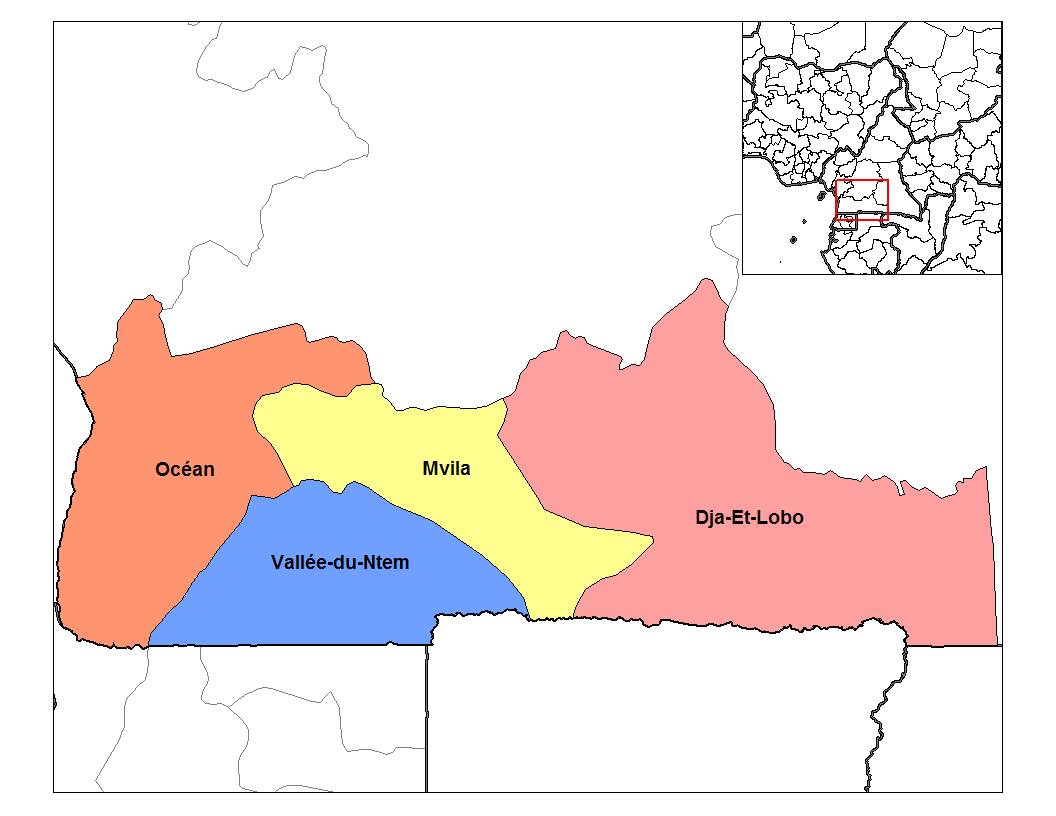
Divisões do Sul dos Camarões.

A província Sul de Camarões contém 4 divisões:
- Dja-Et-Lobo
- Mvila
- Océan
- Vallée-du-Ntem

## Região Sudoeste (Sud-Ouest)

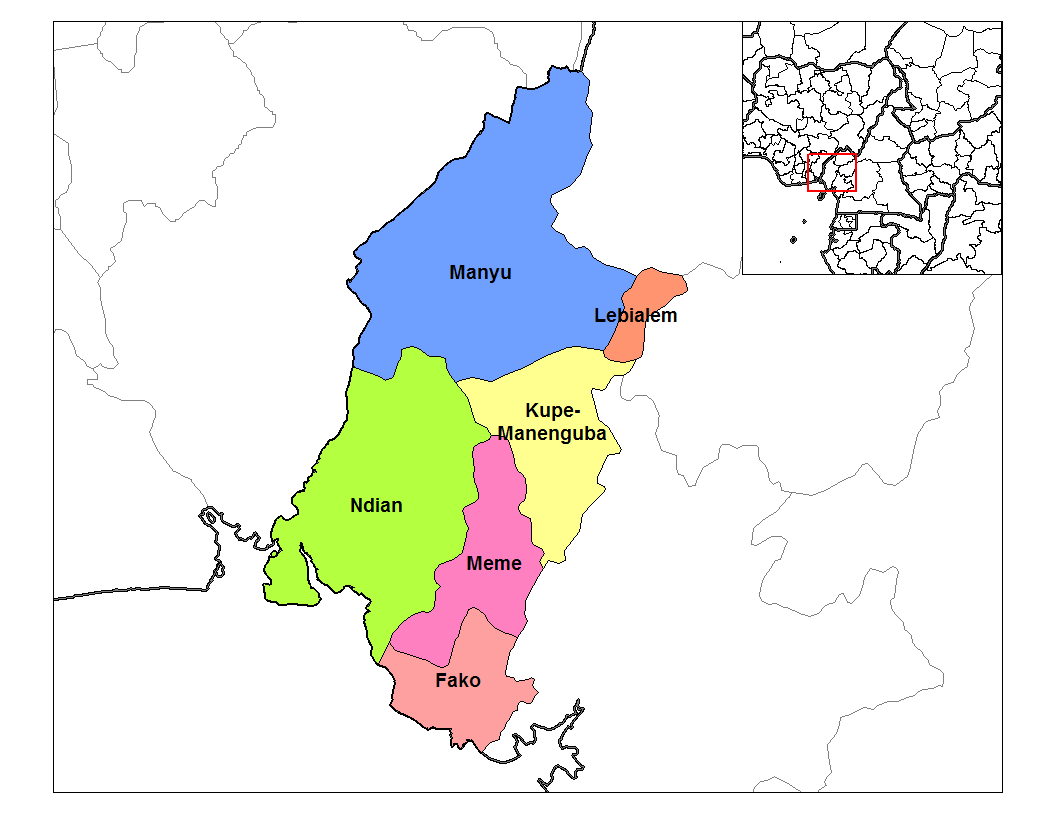
Divisões do Sudoeste dos Camarões.

A província Sudoeste de Camarões contém 6 divisões:
- Fako
- Kupe-Manenguba
- Lebialem
- Manyu
- Meme
- Ndian

## Região Oeste (Ouest)

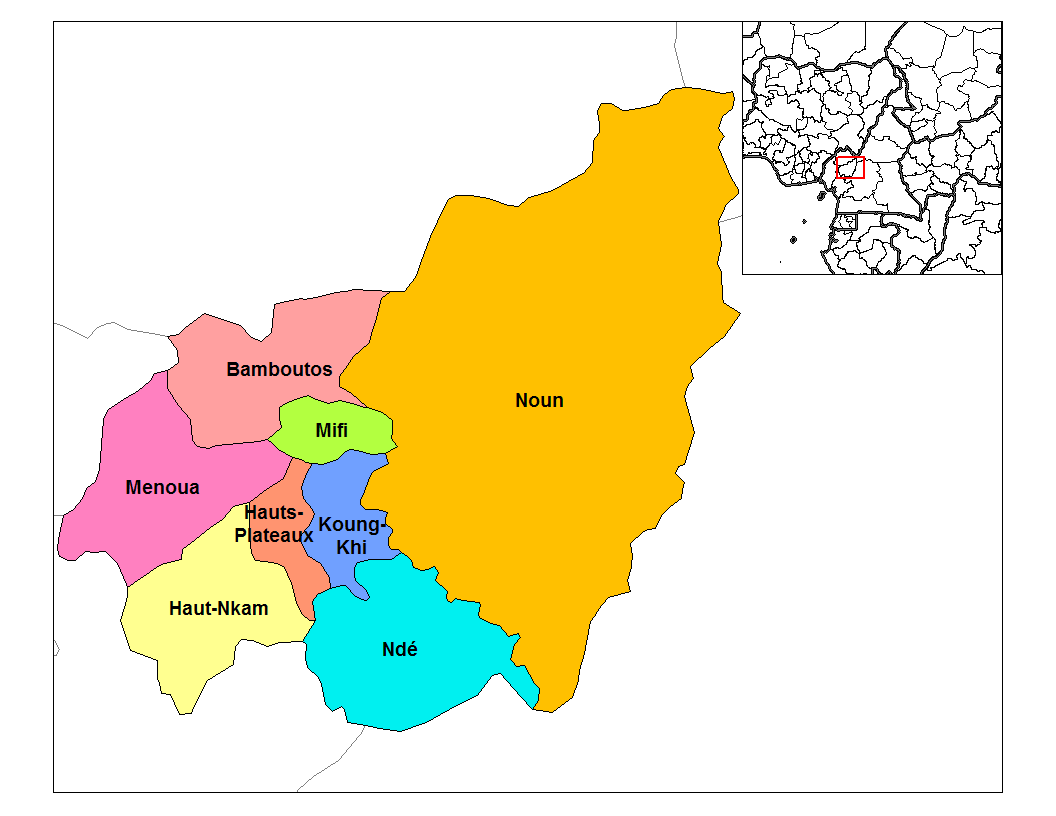
Divisões do Oeste dos Camarões.

A província Oeste de Camarões contém 8 divisões:
- Bamboutos
- Haut-Nkam
- Hauts-Plateaux
- Koung-Khi
- Menoua
- Mifi
- Ndé
- Noun